# The Video Collection (Enya)
The Video Collection es una recopilación de los mejores videoclips de la cantante, compositora e intérprete irlandesa Enya. 
Se publicó en DVD el 29 de octubre de 2001 internacionalmente. Posterior al gran éxito obtenido con el lanzamiento de su quinto álbum de estudio titulado A Day Without Rain y más aún con el sencillo de Only Time, se publicaron todos estos grandes éxitos correspondientes a los singles obtenidos a lo largo de su carrera musical. El DVD contiene grandes temas como lo son Orinoco Flow, Book of Days, Only Time y On My Way Home.
Éste es el segundo álbum en DVD de Enya en su trayectoria y, al igual que el primero obtuvo gran reconocimiento, pero a diferencia de Moonshadows, este no tuvo errores en cuanto a su diseño gráfico.

## Lista de videos
| N.º | Tema                         |
| --- | ---------------------------- |
| 1   | Orinoco Flow                 |
| 2   | Evening Falls...             |
| 3   | Storms in Africa             |
| 4   | Exile                        |
| 5   | Caribbean Blue               |
| 6   | How Can I Keep from Singing? |
| 7   | Book of Days                 |
| 8   | The Celts                    |
| 9   | Anywhere Is                  |
| 10  | On My Way Home               |
| 11  | Only If...                   |
| 12  | Only Time                    |
| 13  | Wild Child                   |

En el listado de temas, los videos se organizan cronológicamente, esto abarca desde la grabación de Orinoco Flow en 1988 hasta Wild Child en 2001. Es importante destacar que el lanzamiento del video de Wild Child sin duda era un avance de lo que sería su publicación como sencillo en diciembre del mismo año.

## Material extra
El DVD también incluye material extra sobre la música de Enya: un documental llamado "A Life In Music" el cual consta de entrevistas a Enya, su productor Nicky Ryan y, finalmente, a su letrista Roma Ryan sobre la trayectoria musical de Enya y todas sus vivencias como artista independiente. Además de incluir el making of del videoclip de Caribbean Blue y Only Time.